# 34 Dywizja Grenadierów SS „Landstorm Nederland”
34 Dywizja Grenadierów SS „Landstorm Nederland” (niem. 34 Freiwilligen-Waffen Grenadier Division der SS „Landstrom Nederland”) – ochotnicza jednostka wojskowa Waffen-SS złożona z Holendrów podczas II wojny światowej.

## Geneza
1 listopada 1944 r. na bazie Landstorm Nederland, terytorialnej formacji zbrojnej złożonej z Holendrów, Niemcy utworzyli SS-Freiwilligen-Grenadier-Brigade „Landstorm Nederland”. Trzy dotychczasowe bataliony Landstorm Nederland posłużyły do sformowania 83 SS-Freiwilligen-Grenadier-Regiment, zaś SS-Wachbataillon „Nordwest” – 84 SS-Freiwilligen-Grenadier-Regiment. Pozostałe pododdziały Brygady utworzono na bazie SS-Flak-Batterie Glingendaal i innych mniejszych holenderskich oddziałów SS. Wielu rekrutów pochodziło też z Jeugdstorm, młodzieżowej przybudówki faszystowskiego Narodowo-Socjalistycznego Ruchu Holenderskiego Antona A. Musserta. Po okresie szkolenia Brygadę w liczbie ok. 7 tys. żołnierzy skierowano na pozycje obronne nad rzekami Waal i Ren.

## Skład organizacyjny
- SS-Freiwilligen-Regiment 83 Landstorm Nederland 
  - I batalion SS-Freiwilligen-Regiment 83 Landstorm Nederland
  - II batalion SS-Freiwilligen-Regiment 83 Landstorm Nederland
- SS-Freiwilligen-Regiment 84 Landstorm Nederland 
  - I batalion SS-Freiwilligen-Regiment 84 Landstorm Nederland
  - II batalion SS-Freiwilligen-Regiment 84 Landstorm Nederland
  - Feld-Ersatz-Bataillon Landstorm Nederland

## 34 Dywizja Grenadierów SS „Landstorm Nederland”

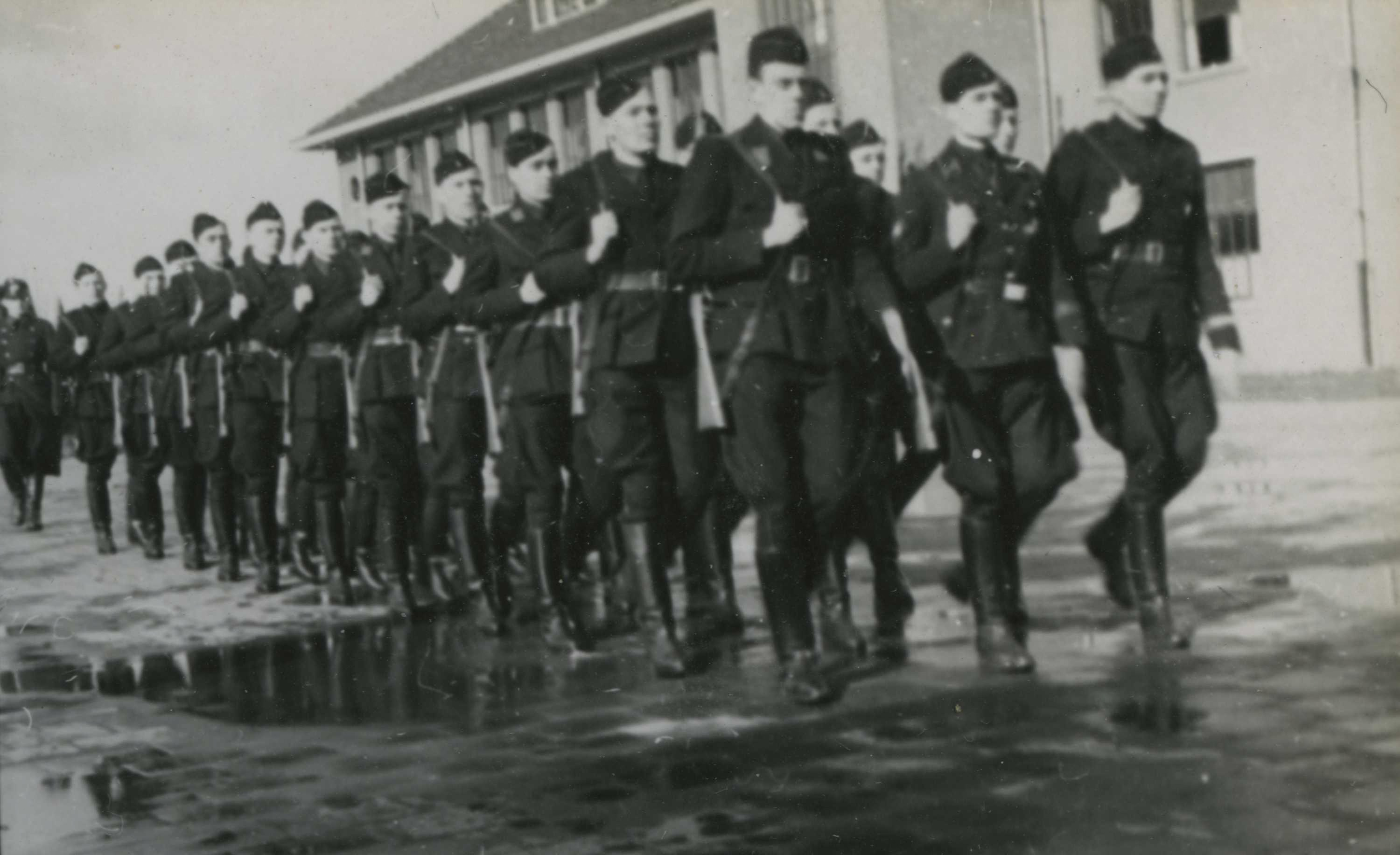
SS Landstorm Nederland, 1944

10 lutego 1945 r. przeorganizowano ją w dywizję pod nazwą 34 Freiwilligen-Waffen Grenadier Division der SS „Landstrom Nederland”. W rzeczywistości przedstawiała ona siłę słabej brygady piechoty. Dowództwo niemieckie rozkazało Holendrom zmienić 7 pułk spadochronowy, który toczył walki obronne nad Renem pomiędzy Betuwe i Rhenen. Większość obszaru była zalana, aby ułatwić jego obronę. Naprzeciwko holenderskich kolaborantów znajdowała się Koninklijke Nederlandse Brigade „Prinses Irene”, walcząca u boku wojsk alianckich, brytyjska 49 Dywizja Piechoty i kilka mniejszych oddziałów kanadyjskich. Morale żołnierzy 34 Dywizji Grenadierów SS „Landstorm Nederland” znacznie pogorszyło się, kiedy dowiedzieli się, że będą musieli walczyć ze swoimi współbraćmi. Niektórzy z nich mieli nawet krewnych w alianckiej jednostce. Pomimo tego początek bitwy okazał się sukcesem, po zdobyciu brytyjskiego silnego punktu oporu w rejonie Zetten. Po dłuższej walce morale jednak znowu spadło i nasiliły się dezercje. Doszło nawet do zabójstwa kilku oficerów i próby poddania się, ale winni zostali ostatecznie schwytani przez Niemców, postawieni przed sądem polowym i rozstrzelani. Resztki Dywizji skapitulowały przed wojskami alianckimi 5 maja 1945 r. w rejonie Oosterbeek. Najbardziej fanatyczni żołnierze bronili się jeszcze przed atakami holenderskiego ruchu oporu w wiosce Veenendaal do 9 maja, kiedy poddali się oddziałom brytyjskiej 49 DP. Większość holenderskich kolaborantów została aresztowana, zaś niewielka część zamordowana zaraz po zakończeniu działań wojennych.

## Dowódcy
- SS-Oberführer Viktor Knapp (11 maja 1943 – 1 kwietnia 1944)
- SS-Obersturmbannführer Deurheit (1 kwietnia 1944 – 5 listopada 1944)
- SS-Standartenführer Martin Kohlroser (5 listopada 1944 – 8 maja 1945)

## Szefowie sztabu
- SS-Sturmbannführer Paul Kuhlmeyer (10 lutego – 1 marca 1945 r.)
- SS-Hauptsturmführer Friedrich-Christian Ziegler (kwiecień – 8 maja 1945 r.)

## Skład organizacyjny
- Division Stab
- Grenadier-Regiment Nr.1
- SS-Freiwilligen-Grenadier-Regiment 83 
  - I batalion SS-Freiwilligen-Grenadier-Regiment 83
  - II batalion SS-Freiwilligen-Grenadier-Regiment 83
- SS-Freiwilligen-Grenadier-Regiment 84 
  - I batalion SS-Freiwilligen-Grenadier-Regiment 84
  - II batalion SS-Freiwilligen-Grenadier-Regiment 84
- SS-Artillerie-Regiment 60 
  - s.FH-Batterie 60
  - le.Flak-Kompanie 60
- SS-Versorgungs-Regiment 60 
  - Transport-Kompanie 60
  - Verpflegungs-Kompanie 60
  - SS-Feldzeug-Kompanie 60
- SS-FeldersatzBataillon 60
- SS-Feldgendarmerie-Trupp 60
- SS-Panzerjäger-Abteilung 60
- SS-Pionier-Kompanie 60
- SS-Nachrichten-Kompanie 60
- SS Vet-Kompanie 60
- SS Feldpostamt 60
- SS Sanitäts-Kompanie 60
- Werkstattkompanie